# Договор Демишеля
Договор Демишеля (араб. معاهدة دي ميشال‎; фр. Traité Desmichels) — прелиминарный мир, заключённый 26 февраля 1834 года в Оране французским генералом Луи Демишелем, под предлогом об обмене военнопленными вступившего в переговоры, и арабским эмиром Абд аль-Кадиром с другой стороны. Эмиру отошла западная часть Алжира, за исключением городов Орана, Мостаганема и Арзева, в которых были учреждены консульства, возглавлявшиеся укилями. Представительство Франции в Маскаре ограничивалось всего лишь рядом офицеров. В случае необходимости осуществления французами поездок по территории независимого Алжира укили выдавали последним паспорта, визировавшиеся генералами, под командованием которых французы находились.
По французской же правительственной инструкции, посланной незадолго до заключения мира и полученной Демишелем после него, Абд аль-Кадир обязан был признать себя вассалом Франции, ежегодно выплачивать ей дань, разорвать отношения со своими союзниками, представлявшими опасность для колонизаторов, приобретать оружие и иные товары для ведения войны исключительно у Франции и выдать заложников. Таким образом, планы французов по превращению эмира в вассала потерпели поражение. Луи-Филипп I же, утомлённый ведением военных действий в Алжире, заверил мир. Однако французы получили версию договора лишь на своём родном языке, а не на арабском, скреплённую собственной печатью Демишеля, с которой он ознакомился лишь бегло. Таким образом, эмир получил возможность для дипломатического маневрирования.
Например, оранский укиль угрожал профранцузски настроенным гражданам, производил аресты и отправлял в столицу эмира подозрительных лиц, предпринимал попытки не допустить осуществления туземцами продажи лошадей французам. Сам же Абд аль-Кадир разгромил в ходе сражения на Месете племена, поддерживавшие махзен — марокканский орган государственной власти. Следовательно, перемирие способствовало подчинению эмиром непокорных ему мусульманских племён.
Вскоре он написал письмо губернатору французского Алжира генералу Теофилю Вуаролю, в котором сообщал, что после умиротворения западных территорий намерен, перейдя Шелифф, атаковать и восточные. В своём частном письме Абд аль-Кадиру Демишель, испытывавший зависть к положению алжирского губернатора, писал, что «ждёт лишь отъезда Вуароля, чтобы сделать подвластными ему все земли до Туниса». Тем не менее сам губернатор Алжира, довольно длительный отрезок времени предлагавший эмиру соблюдать условия прелиминарного мира, впоследствии осознал причину решительных действий Абд аль-Кадира, познакомившись с текстом арабского варианта договора.
16 января 1835 года Демишель был вынужден подать в отставку с поста губернатора Орана, однако арабский эмир продолжал требовать соблюдения условий, записанных в его варианте договора. Вскоре Абд аль-Кадир возобновил военные действия.